# TO220

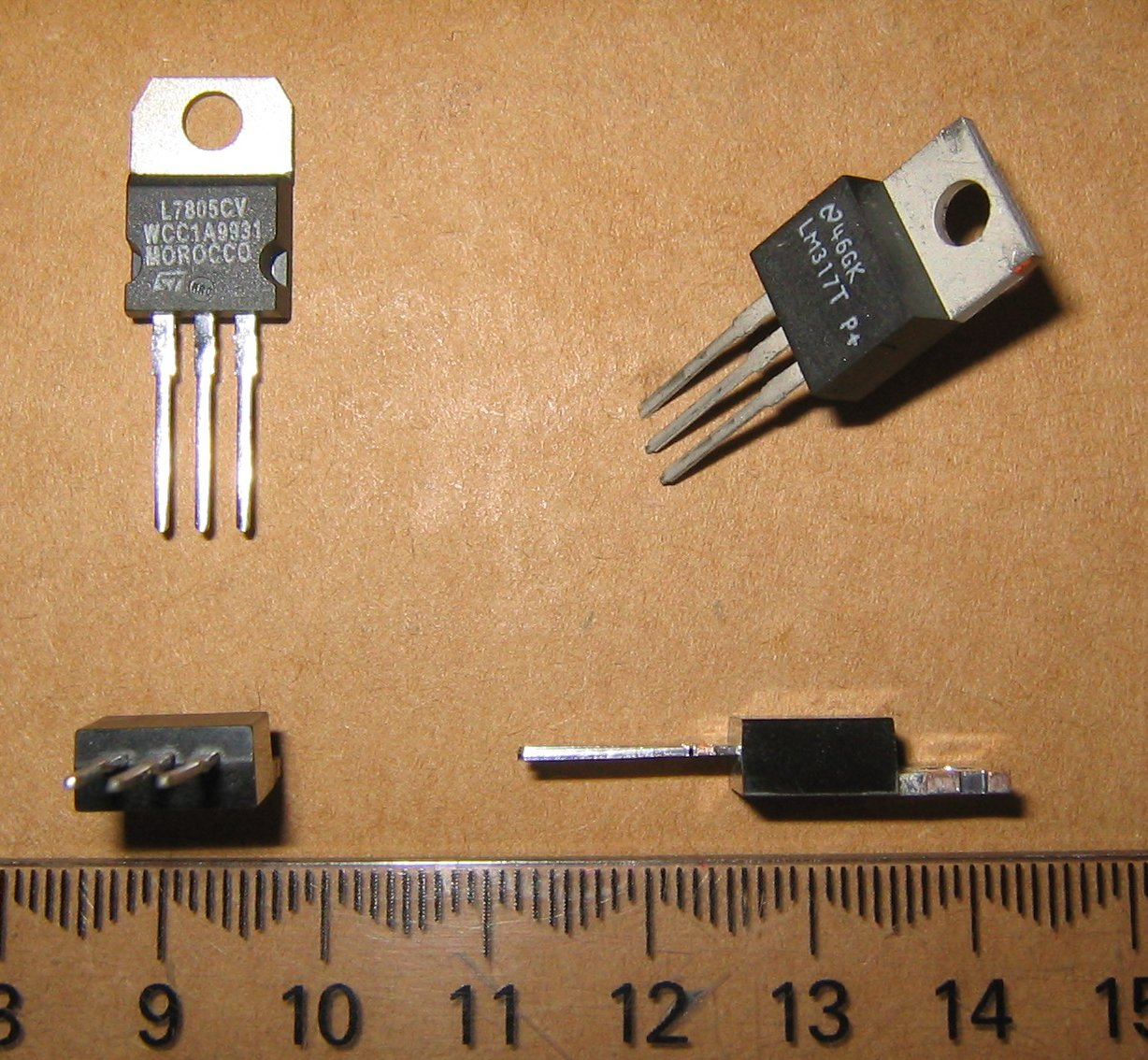
Зовнішній вигляд корпуса

TO220 — тип корпуса для транзисторів, інтегральних стабілізаторів напруги (наприклад, серії 7805) та інших радіодеталей малої і середньої потужності (до 80 Вт).
ТО220 має мідну нікельовану основу, на верхню сторону якого паяється чип, і вивідну рамку (англ. leadframe), запресовану в герметичний пластиковий корпус. «Транзисторний» ТО220 має три виводи, але існують модифікації с двома, чотирма, п'ятьма і сіма виводами. До основи може монтуватися радіатор, для чого в ній передбачено кріпильний отвір Ø4,2 ±0,6 мм. Зазвичай (індекси AB, AC) середній вивід з'єднаний з основою і є колектором біполярного транзистора або стоком МОН-транзистора. У ізольованого ТО-220 (FP, Full Package, Isowatt) основа корпуса ізольована зовні пластиком.
Термічний опір  контакту між корпусом ТО220 і радіатором може бути від 0,5 до 1 К/Вт. Сумарний термічний опір між чипом і радіатором десь біля 1 — 5 К/Вт. Без радіатора приблизно 50 К/Вт (тобто потужність, що розсіюється при кімнатній температурі не повинна бути більшою 2 Вт).